# 게임의 규칙
《게임의 규칙》(The Rules of the Game, La Règle du Jeu)은 1939년 프랑스 영화로 장 르누아르가 연출했다. 노라 그레고리, 폴렛 더보스트, 밀라 파렐리, 마르셀 달리오, 줄리앙 카렛, 롤랜드 투탱, 가스통 모도, 피에르 마니에르, 장 르누아르 본인으로 구성된 앙상블 캐스팅을 차용했다. 르누아르가 연기한 현명하고 음침한 옥타브는 이 수심 어린 풍습희극에 운명론적 분위기를 고착화한다. 영화는 제2차 세계대전 직전의 프랑스 상류층의 멤버들과 그 하인들을 묘사하며, 그들은 임박한 파괴의 여명 앞에서 냉혹한 도덕성을 표출한다.
《게임의 규칙》은 당시 가장 많은 돈이 투입된 프랑스 영화로서, 250만 프랑이 당초의 제작비였으나 500만 프랑까지 비용이 치솟았다. 영화를 연출한 르누아르와 촬영한 장 바셀레는 딥 포커스 촬영술과 균일하게 움직이는 카메라를 이용한 롱 샷을 사용했다. 이 두 기술은 1939년 당시 복잡한 촬영 기법이었다.
르누아르는 1939년 프랑스에서 절정을 만끽하고 있었고 《게임의 규칙》은 대망의 작품이었다. 하지만, 영화의 초연에서 평론가와 관객 모두는 경멸과 반감을 표했다. 르누아르는 영화의 재생 시간을 113분에서 85분으로 편집했지만 평론, 상업적 모두 실패했다. 1939년 10월경 프랑스 정부는 "젊은이에게 부적절한 영향을 미친다"는 이유로 영화를 금지했다.
많은 기간 동안 85분 버전이 감상할 수 있는 유일한 버전이었으나, 그 평판은 점차 나아지기 시작했다. 1956년, 원본이 담긴 상자들이 발견되어 복원되었고, 이 버전이 그해 베네치아 영화제에서 초연되었다. 해당 영화는 르누아르의 최초 컷을 기준으로 사소한 장면들만 빠진 상태였다. 그때부터 《게임의 규칙》은 종종 영화사에서 가장 위대한 영화 중 한 편으로 불리기 시작했다. 수많은 영화 평론가 및 감독이 극찬을 아끼지 않으며, 자신들 작품에 영감이 되었다고 밝힌다.

## 출연

### 주연
- 노라 그레고르
- 폴레트 더보스

### 조연
- 오뎃 타라작
- 마르셀 달리오
- 가스통 모돗
- 장 르누아르
- 리처드 프란코유
- 레옹 라리베

## 기타
- 미술: 맥스 더이
- 미술: 유진 로리

## 같이 보기
- 프랑스 영화
- 역대 최고의 영화 목록